# پویانما

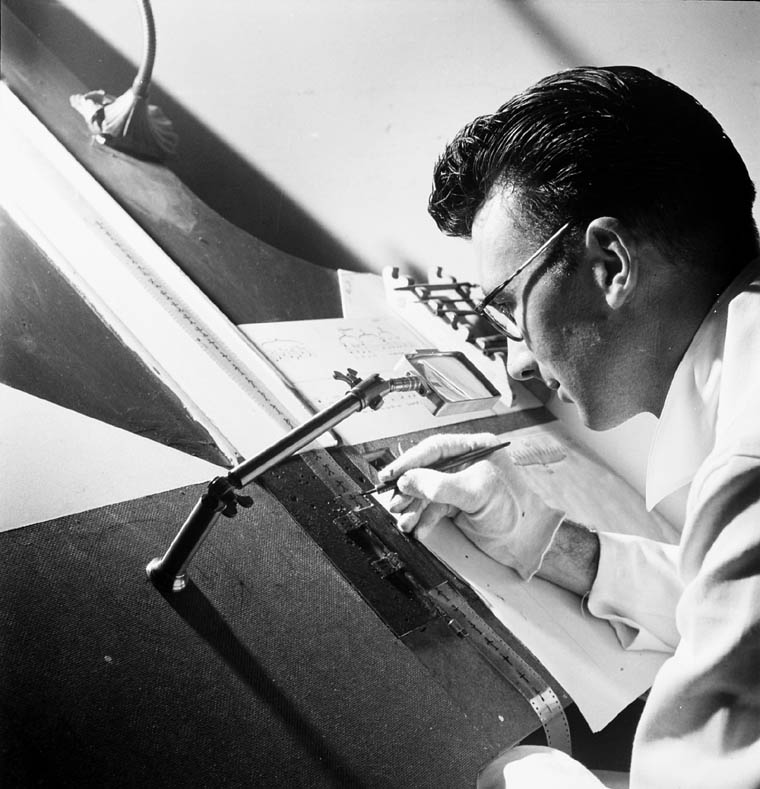
یک پویاگر در حال طراحی مستقیم بر روی فیلم

انیماتور یا پویانما (به انگلیسی: Animator) یک هنرمند است که با ایجاد تصاویر به نام قاب یا فریم و فریمهای کلیدی که شکل یک توهم حرکتی به نام انیمیشن یا پویانمایی که با سرعت بالایی نمایش داده می‌شود. انیماتور می‌تواند در زمینه‌های گوناگون از جمله فیلم، تلویزیون، بازی‌های ویدیوئی و اینترنت کار کند. معمولاً، یک قطعه انیمیشن نیاز به همکاری یک یا چند انیماتور دارد. روش ایجاد تصاویر یا فریم برای انیمیشن یک قطعه بستگی به سبک هنری و حوزه کاری انیماتورها دارد.
هنرمندان دیگر که به کارتون متحرک کمک می‌کنند، اما انیماتور نیستند، شامل هنرمندان طراح (که در زمینه طراحی، نور، و زاویه دوربین)، هنرمندان استوری برد (سازماندهی گرافیکی تصاویر و اشکالی است که با هدف  نمایش دادن صحنه‌های فیلم نامه به شکل رسانه‌‌ی متحرک گرافیکی تصویرسازی می‌شوند)، و هنرمندان پس زمینه (که مناظر را طراحی می‌کنند). علاوه بر این، صدای بازیگران، موسیقیدانان و استعدادهای دیگر ممکن است به عنوان لازمه کار که به کیفیت انیمیشن عمق بیشتری داده خواهد شد استفاده کنند.
انیماتور با استفاده از دوازده اصل بنیادی انیمیشن تلاش می‌کند تا حرکت شخصیت‌ها واقعی تر به نظر برسند و در عین حال جذاب تر باشند و اغراق و پویایی بیشتری داشته باشند.

## زمینه‌های تخصصی
در میان دسته بندی‌های تخصصی انیماتورها به کاراکتر انیماتور  (هنرمند که در حرکت شخصیت، گفتگو، بازیگری، و غیره کار می‌کند) و جلوه‌های ویژه (متحرک‌سازی هر چیزی که یک شخصیت یا کاراکتر نیست، مثل وسایل نقلیه، ماشین آلات، و پدیده‌های طبیعی مانند باران، برف، و آب) و … تقسیم می‌شوند.